# 위트니스 리
위트니스 리(중국어: 李常受, 병음: Lǐ Chángshòu 리창서우[*], 1905년 9월 3일~1997년 6월 9일)는 타이완과 미국에 있는 '지방 교회들'이라는 그리스도인 그룹에 속한 중국인 기독교 성경교사이자 리빙 스트림 미니스트리(Living Stream Ministry) 설립자였다.
그는 1905년에 산동성 옌타이(Yantai)라는 도시의 한 남침례교인 가정에서 태어났다. 그는 1925년에 피스 왕(Peace Wang)이라는 복음 전파자를 통해 기독교인이 되었고, 후에 워치만 니에 의해 시작된 기독교인 사역에 합류했다. 워치만 니와 마찬가지로 위트니스 리도 조직이 아니라 그리스도의 몸인 교회의 건축을 위하여 믿는 이들이 그리스도를 주관적으로 체험하는 것과 그분을 생명으로 누리는 것을 강조했다. 그는 2014년 4월 29일에 미국 국회 펜실베니아 출신 하원 의원인 조셉 R. 피츠(Joseph R. Pitts) 의원에 의해 "중국어권을 초월하는 그의 지대한 영향력"으로 존경을 받았다.

## 생애

### 어린 시절
위트니스 리는 1905년에 중국 산동성에서 태어났다. 리의 증조부는 남침례교인이었고 그는 리의 모친을 기독교로 인도했다. 리의 모친은 미국 남침례교가 세운 학교에서 공부했고, 십대 때 남침례교회 안으로 침례받았다. 그녀는 자녀들이 중국어와 영어로 교육받게 하려고 가산을 팔았다. 리의 부친은 농부였고 1923년에 죽었다.
리는 옌타이에 있는 모친이 다니던 침례교회를 접하게 되었고, 옌타이에 있는 남침례교가 운영하는 초등학교, 그리고 훗날 미국 장로교인들이 관리하던 기독교 대학에서 공부했다. 비록 리가 남침례교 소속 교회 예배에 참석하고 유년 시절에 주일 학교를 다녔지만, 그는 거기서 회심하거나 침례받지는 않았다. 리의 둘째 누님은 회심한 후에, 그를 위해 기도하기 시작했고 리에게 중국인 목사 한 명을 소개했는데 그 목사는 리에게 여러번 방문하여 자신의 주일 아침 예배에 참석하도록 격려했다. 피스 왕의 복음전파에 의해 감동받은 후에, 리는 그의 나이 19세 때인 1925년에 하나님을 섬기는 일을 위해 자신의 남은 일생을 헌신했다.
워치만 니의 가르침을 통하여 리는 교파주의(denominationalism)가 비성경적임을 믿기 시작했다. 1927년에 중국 독립교회의 이사회 일원으로 선임되었지만, 그는 그 지위를 사임하고 교파를 떠났다. 그후 리는 형제회의 배경을 가진 벤자민 뉴톤(the Benjamin Newton)과 만나기 시작했고 형제회에서 7년 반 동안 있었다. 그는 형제회의 한 지역 인도자였던 버넷씨(Mr. Burnett)에 의해 1930년에 바다에서 침례를 받았다.

### 워치만 니와의 사역
개신교로 입문한 직후에 리는 다양한 성경 교사들을 연구하기 시작했고 워치만 니의 저술인 <새벽별>(The Morning Star)과 <기독도보>(The Christian)라는 두개의 정기간행물을 알게 되었다. 리는 성경을 더 잘 이해할 수 있도록 니와의 서신교환을 통해 그의 조언과 안내를 받고자 했다. 1932년에 니는 옌타이를 방문했고, 둘은 처음으로 만났다. 니의 방문기간 동안 리는 그의 하나님과의 관계와 성경을 연구하는 법에 대한 그의 이해가 가히 혁신적이라고 느꼈다.
그 무렵 리는 자신의 온 일생 동안 주님을 섬기기 위하여 직장을 내려 놓도록 하나님께서 부르고 계셨다고 느꼈고, 그는 1933년에 직장을 그만 두었다. 이것은 8년 전에 자신의 일생을 주 예수 그리스도께 헌신하도록 서원한 것의 성취였다. 곧 이어서 그는 워치만 니로부터 한 통의 편지를 받았는데, 거기에는 "위트니스 형제님, 형제님의 장래를 위하여 나는 형제님이 전시간으로 주님을 섬겨야 한다고 느낍니다. 형제님은 어떻게 느끼시는지요? 주님께서 형제님을 인도해 주시기 바랍니다."라고 쓰여 있었다. 리는 이 편지로 큰 격려를 받았고 그것이 자신이 내렸던 결정을 강하게 확증한다고 느꼈다. 그 시점 이후로 리는 니와 긴밀하게 동역하기 시작했다.
위트니스 리는 상해에 있는 <기독도보>라는 워치만 니가 발행하는 잡지의 편집장으로 임명되었기에 1934년에 자신의 가족을 상해로 이주시켰다. 이듬해 그는 또한 중국 대륙 전역으로 여행하면서 기독교인들에게 메시지를 전하고 지방 교회들이 세워지도록 돕기 시작했다. 그 기간 동안 리의 사역의 결과로 베이징(Beijing)과 텐진(Tianjin)은 물론 저장성(Zhejiang Province)에도 많은 교회들이 세워졌다. 그는 또한 북서부에 있는 쑤이위안성(Suiyuan), 산시성(산서성, Shanxi), 산시성(섬서성, Shaanxi)성에도 복음을 전하며 기독교인들을 견고하게 했고, 1937년에 일본의 침략전쟁이 발발할 때까지 거기 머물렀다.
전쟁이 시작되자 리는 옌타이로 돌아와 거의 대부분의 시간을 옌타이와 칭다오(Qingdao)에 있는 교회들을 돌보는데 사용했다. 1942년 말에 옌타이에서 큰 부흥이 있었고, 교회는 거의 100일 동안 계속해서 모였다. 그후 리는 이주에 의한 복음화 실험 때문에 스파이 조직이라는 혐의로 1943년 5월에 일본 제국 군대에 의해 체포되었고, 채찍질과 물고문이 수반된 한달 가량의 심문을 받았다. 이러한 투옥으로 그의 건강은 현저하게 약해졌고 그는 결핵을 앓게 되었다. 휴식과 체력의 회복을 위해 리는 1944년에 칭다오로 이주했고 거기서 2년 동안 머물렀다. 전쟁이 끝나자 중국 대륙에서 공산주의가 발흥한 것은 니의 사역에도 큰 불확실성을 가져왔다. 니가 자신의 사역의 보존을 관심한 결과, 니와 그의 동역자들은 1949년에 위트니스 리를 타이완으로 보내어 정부의 핍박의 위협으로부터 자유한 가운데 그들의 사역을 계속 이어가게 했다.
워치만 니와 위트니스 리는 1950년에 홍콩에서 마지막으로 만났다. 약 한달 넘는 기간 동안 그들은 함께 사역했고 홍콩 교회가 부흥되도록 도왔다. 니는 리에게 새로운 집회 장소를 짓기 위해 땅을 구입하는 것은 물론 장로들에게 지침과 가르침과 인도를 주고 교회 봉사에 관한 안배를 하도록 위임했다. 그후 니는 중국 본토로 돌아갔고 거기서 1952년에 투옥되었고 그의 생애 중 20년을 집단 농장에 있었다. 비록 그 두 사람이 다시 교제를 나눌 수는 없었지만, 리는 자신의 생애의 남은 기간 동안 워치만 니로부터 자신이 받았던 가르침과 본을 따라 지속적으로 사역했다.

### 타이완에서의 사역
위트니스 리가 1949년 5월에 타이완으로 이주했을 때, 그는 이미 그곳에 있었던 몇 명의 믿는 이들 그리고 교회들과 함께 자신의 일을 시작했다. 5-6년 내에 그의 인도 아래 있던 그리스도인의 숫자는 약 500명에서 4만명 이상으로 증가했다. 리는 컨퍼런스를 개최하기 시작했고, 교회들을 위한 1년 단위의 훈련과 1951년에는 자신의 사역의 동역자들을 위한 공식 훈련도 시작했다. 리는 또한 1950년부터 1986년까지 총 415호가 발간된 '말씀 사역'(The Ministry of the Word)이라는 잡지와 자신의 출판사인 타이완 복음 서원(The Taiwan Gospel Book Room)을 통해 책들을 출판하기 시작했다.

### 서방으로 이주함
리의 일(work)이 서방에서 시작된 것은 1958년에 영국 런던과 덴마크의 코펜하겐에서 컨퍼런스를 열어주도록 초청받은 것에서 비롯된다. 리는 또한 미국을 세 번 방문했다. 1962년에 그는 로스앤젤레스로 이주했고, 거기서 자신의 첫번째 컨퍼런스를 개최했다. 그 컨퍼런스에서 주어졌던 메시지는 나중에 <만유를 포함한 그리스도>(The All-Inclusive Christ)라는 제목으로 출판되었다. 이어지는 여러해 동안 리는 미 전역에 있는 그리스도인 그룹들로부터 말씀을 전해 줄 것을 요청받았다. 짧은 기간 동안의 컨퍼런스와 긴 기간 동안의 훈련에서 주어졌던 그의 메시지들은 스트림 출판사(나중에 리빙 스트림 미니스트리라고 개명됨)에 의해 '스트림 매거진'(The Stream magazine)으로 인쇄되었다.
1960년대와 1970년대에 걸쳐 위트니스 리는 미 전역과 캐나다와 극동을 광범위하게 여행했다. 그는 또한 유럽, 남미, 오스트레일리아, 중동의 여러 곳을 방문했다. 1974년에 그는 캘리포니아 애너하임으로 옮겨가서 각 권별로 성경을 강해하는 창세기 라이프 스타디(the Life-study of Genesis)를 시작했다. 성경 전체에 대한 라이프 스타디는 1994년 12월에 완성되었다. 리는 또한 방대한 양의 신약성경 전 권에 대한 개요와 각주들과 관주들을 썼는데, 이 책은 결국 1987년에 중국어로, 1991년에 영어로 출판된 신약성경 회복역(the Recovery Version)의 새로운 번역으로 편입되었다.

### 하나님의 정하신 길
1980년 대 중반에 시작해서 위트니스 리는 지방 교회들 내의 성장률이 너무 느리다고 느꼈다. 앞으로 나아갈 최선의 길에 대한 불확실성으로 인해, 그는 이 상황을 연구하기 위해 1984년에 중화민국을 방문했다. 마침내 그는 한 사람이 말하는 대집회로부터 가정들에서 모이는 소그룹 형태로 전환할 필요가 있다고 결론내렸다. 그는 자신의 사역 안에서 이것을 강조하여 "하나님의 정하신 길"로 부르기 시작했다. 리는 하나님의 정하신 길을 실행함으로써 교회들이 낡음과 하락에서 나와서 성경적인 본으로 되돌려질 수 있다고 믿었다. 하나님의 정하신 길은 다음 네 단계로 이뤄진다:
| “ | 하나님의 정하신 길의 첫번째 단계는 죄인들을 그리스도의 몸의 유기적인 지체들로 만드는 하나님의 구원을 위해, 죄인들을 찾고, 방문하고, 접촉하여, 그들을 신약의 희생제물로서 하나님께 드리는 신약의 복음의 제사장 직분을 성취하는 것이다(롬 15:16, 벧전 2:5, 9). 두번째 단계는 기르는 유모로서 가정 집회들 안에서 그리스도 안의 새로 태어난 갓난 아이들을 보양하고 보살펴 주는 것이다(살전 2:7). 세번째 단계는 그리스도의 유기적인 몸을 건축하는 그 사역의 일을 위해, 그룹 집회들 안에서 상호 가르침에 의하여 성도들을 온전케 하는 것이다(엡 4:12-13). 마지막으로 하나님의 정하신 길의 네번째 단계는 과정을 거치신 삼일 하나님의 유기체인 그리스도의 몸을 직접적이고 유기적으로 건축하도록, 교회 집회들 안에서 모든 성도들이 신언하는 것이다(고전 14:1-5, 23-26, 31, 39상) ― 위트니스 리 <활력 그룹의 긴급한 필요에 관한 교통> | ” |

### 후기 사역
1994년 2월에 리는 그가 "신성한 계시의 고봉"이라고 말했던 주제들에 관한 메시지들을 전하기 시작했다. 이 메시지들 안에서 리가 말한 것의 강조점은 믿는 이들을 신격에서는 아니지만 생명과 본성에서 하나님이 되게 하는 하나님의 경륜이었다. 그는 또한 "새 예루살렘, 법리적이고 유기적인 방면들을 지닌 하나님의 완전한 구원, 그분의 세 가지 신성하고 비밀한 단계들 안에 있는 그리스도의 충만한 사역, 믿는 이들과 완결된 삼일 하나님의 합병체"와 같은 다른 중요한 주제들에 관해 말했다. 그는 또한 "결정 연구(Crystallization-studies)"라고 알려진 성경 강해 시리즈들을 시작했다. 그는 하나님의 정하신 길과 믿는 이들과 교회들 사이의 교통을 지속적으로 격려했다.
위트니스 리는 1997년 2월에 자신의 마지막 컨퍼런스를 개최했다. 세 달 후에 그는 전립선 암 합병증으로 병원에 입원했다. 그는 1997년 6월 9일 그리스도와 함께 안식했다.

## 위트니스 리의 가르침들

### 하나님
하나님은 유일하게 하나이시며 구별되게 셋 모두이시다. 아버지와 아들과 성령께서는 영원히 구별되시지만 결코 분리되거나 독립적으로 행동하지 않으신다. 그 영이신 그리스도 안에 계신 아버지이신 삼일 하나님(The Triune God as the Father in Christ as the Spirit)은 믿는 이들에게 생명과 생명 공급이시다. 하나님은 그분의 영원한 존재 안에서는 변치 않으시지만, 그분의 경륜적인 움직이심 안에서는 믿는 이들 안에 거하시기 위해 육체되심, 인간 생활, 죽음, 부활, 승천의 과정들을 거치셨고, 생명 주시는 영으로 완결되셨다(고전 15:45, 고후 3:17). 삼일 하나님께서는 그분 자신을 믿는 이들 안으로 분배하셔서 생명과 본성과 표현 안에서 그분과 똑같이 만드시려고 그들을 그분의 신성한 생명으로 거듭나게 하시고(벧전 1:3), 그분의 신성한 본성을 따라 그들을 변화시키시며(롬 12:2, 고후 3:18), 그분의 신성한 영광으로 그들을 영화롭게 하신다(롬 8:30). 이러한 분배하심은 영원토록 하나님의 충만한 표현을 위한 삼일 하나님과 세 부분으로 된 사람의 상호 거처인 새 예루살렘으로 완성된다.

### 그리스도
살아계신 그리스도는 죽은 종교와 대비되신다. 몸의 머리이신 그리스도는 다만 교회의 인도자(Leader)가 아니시고, 몸이 그분으로부터 존재와 생활과 일을 갖는 교회의 인격 자체이시다(엡 4:16, 골 2:19). 그분께서 자신의 경륜을 성취하심을 통해 이뤄지는 그리스도의 충만한 사역은 육체되심(incarnation), 포함(inclusion), 강화(intensification)라는 세 단계들 안에서 수행된다. 육체되심의 단계 안에서 그리스도께서는 하나님을 사람 안으로 이끄셨고, 인성 안에서 하나님을 표현하셨으며, 믿는 이들에게 죄들의 용서(골 1:14)와 하나님 앞에서의 의롭다 하심(롬 4:25, 5:18)과 하나님께 화목됨(롬 5:10)과 위치적인 거룩케 하심(히 13:12)을 가져옴으로 그분의 법리적인 구속을 성취하셨다. 포함의 단계 안에서 그리스도께서는 그분의 부활을 통하여 하나님의 맏아들로 인정되셨고(롬 1:3-4, 8:29), 모든 것을 포함한 복합적인 생명 주시는 영이 되셨고(고전 15:45), 모든 믿는 이들을 하나님의 많은 아들들이 되도록 거듭나게 하셨다(벧전 1:3). 강화의 단계 안에서 그분은 하나님의 일곱 영이 되도록 강화되시어(계 1:4, 5:6), 그분의 유기적인 구원을 강화함으로 교회의 하락을 처리하시고, 이기는 자들을 산출하며, 영원토록 새 예루살렘을 완성하신다.

### 그 영
그리스도는 생명 주시는 영이시고(고전 15:45), 이 영은 부활 안에서 그리스도의 실재이시다(요 14:16-20). 그 영은 영원토록 하나이시지만(엡 4:4), 교회의 하락의 시기에 그 영의 기능과 역사하심은 하나님의 경륜의 완성을 위하여 "일곱 배"로 강화되셨다. 모든 것을 포함한, 복합적인, 생명 주시는, 내주하는, 일곱 배로 강화된, 완결된 영은 과정을 거치신 삼일 하나님의 완결이시다. 그 영이신 그리스도에 대한 체험은 믿는 이들을 완결된 영과 공기 같으신 그리스도의 신성하고도 비밀한 영역 안으로 인도하여 거기서 믿는 이들이 삼일 하나님의 모든 것을 누리고 체험하게 한다.

### 구원
하나님의 완전한 구원의 법리적인 방면은 십자가 위에서의 그리스도의 죽음으로 성취되었고 그 결과 죄인들이 하나님 앞에서 용서받고, 씻김받고, 의롭게 되고, 하나님께 화목되며, 위치적으로 하나님 안으로 분별된다. 법리적으로 하나님께 구속되고 화목됨으로, 믿는 이들은 이제 생명 주시는 영을 통하여 믿는 이들에게 유용하게 된 그리스도의 생명 안에서 수행되는 하나님의 구원의 유기적인 방면을 누린다. 그러한 유기적인 구원 안에서 믿는 이들은 거듭나고, 거룩케 되고, 새롭게 되고, 변화되고, 그리스도의 형상을 본받게 되고, 신성한 생명을 충만히 표현하도록 최종적으로 영화롭게 된다.

### 생명
생명은 변화받은 세 부분으로 된 사람 안으로 분배되신 하나님 자신이다(살전 5:23, 롬 8:10, 6, 11). 이러한 분배하심은 사람을 그리스도의 영광스러운 형상(고후 3:18) 안으로 변화시켜 사람이 하나님의 표현이 되게 한다. 성경은 생명나무로 시작하고(창 2:9), 생명나무로 끝난다(계 22:2). 생명나무의 노선은 항상 선악 지식 나무의 노선과 대비된다. 믿는 이들은 영적으로 그분을 먹고 마심으로 그리스도를 누릴 수 있다(요 6:54-58). 그리스도는 오늘날 생명 주시는 영이심으로, 믿는 이들은 온갖 기도로 하나님의 말씀을 받아들임으로 그들의 생명과 생명공급이신 그분을 실제적이고 현재적으로 누릴 수 있다(엡 6:17-18). 그리스도를 누리는 가장 간단한 길은 그분의 이름을 부르는 것인데(고전 12:3), 이것은 구약(창 4:26, 12:8, 사 12:3-4, 애 3:5)과 신약(롬 10:12-13, 고전 1:2, 행 9:14, 21) 모두에서 실행되었다. 주님의 이름을 부르는 것은 마시는 것이자(사 12:3-4) 호흡하는 것(램 3:55 -56) 모두이다.

### 믿는 이들
하나님과 구속받은 믿는 이들 사이의 관계는 양측의 정체성이 구별되게 보존되는 가운데서 연합(mingling)된 것이다. 믿는 이들은 하나님의 신성한 생명을 가지고 하나님에게서 났고(요 1:13, 요일 5:1), 생명과 본성과 표현과 기능 안에서 하나님의 어떠하심이 되도록 그분의 신성한 본성에 참여하는 자들이다(벧후 1:4). 그분의 신성한 삼일성 안에 계신 하나님께서는 합병체(an incorporation)이시고(요 14:10-11), 하나님의 경륜의 목적은 거듭나고, 변화되고, 영화롭게 된 선민을 삼일 하나님과의 합병 안으로 이끌어서 믿는 이들과 하나님이 영원히 하나되게 하는 것이다(요 14:20, 17:21,23). 하나님의 유기적인 구원을 충만히 체험하는 것은 그리스도의 생명 안에서 왕으로서 다스리는 것과 똑같다(롬 5:17). 이 시대에 믿는 이들은 생명이신 그리스도를 충만히 체험하고 누림으로써 죄와 죽음을 다스릴 수 있고, 최종적으로 새 예루살렘 안에서 믿는 이들은 하나님과 함께 영원토록 생명 안에서 왕으로서 다스릴 것이다(계 22:5).

### 교회
교회는 그리스도의 몸이다(엡 1:22-23, 골 1:24). 그런 연유로 그것은 유기체이지(요 15:1-8), 조직체가 아니다. 교회는 또한 모든 구속받고 거듭난 믿는 이들로 구성된 새사람이다(엡 2:15-16). 십자가 위에서의 그리스도의 일은 유대인과 이방인을 나누었던 규례들을 없애버리시고 모든 믿는 이들이 한 새사람 안으로 참되게 섞이는 길을 여셨다. 그리스도의 충만인 교회는 믿는 이들이 측량할 수 없는 그리스도의 풍성(엡 3:8)을 누린 결과이고, 그리스도와 어울리는 그리스도의 신부요 배필이다(요 3:29). 최고의 정의 안에서 교회는 과정을 거치신 삼일 하나님의 분배하심과 초월하시는 그리스도의 전달의 결과이다(엡 1:22). 이 교회는 지방 교회들로 표현된다.
| “ | 마태복음 16장 18절에서 주님은 "내가 이 반석 위에 내 교회를 건축할 것이니"라고 말씀하셨다. 여기에서 주님의 말씀은 우주적인 교회를 건축하는 것을 가리킨다. 주님은 반석이신 주님 자신 위에 우주적인 교회를 건축하기 원하시지만, 그분의 건축은 지방적인 교회를 통하여 이뤄진다. 만일 주님이 지방적인 교회를 건축하지 않으셨다면, 그분은 우주적인 교회의 건축을 시작하실 장소를 얻지 못하셨을 것이다. 우리는 이것을 고려해야 한다. 만일 지방적인 교회의 건축이 없다면, 어떻게 우주적인 교회의 건축이 있을 수 있겠는가? 만일 우리가 지방적인 교회를 제쳐 놓는다면, 우주적인 교회도 없게 될 것이다. 그러므로 지방적인 교회는 우주적인 교회의 실재요 실행성이다. 주님께서 우주적인 교회를 건축하시는 것조차도 그분이 지방적인 교회를 건축하심을 통하여 이뤄진다. ― 위트니스 리 <교회의 터와 증거> | ” |

#### 교회 실행
| “ | 성경적으로 모이고 봉사하는 길은 전통적인 길과는 대조된다. 지난 4장에서 우리는 모이고 봉사하는 전통적인 길은 천연적이며, 사람의 천연적이고, 타락한 상태에 적합하여 사람으로 하여금 살아있게 하거나 영 안에 있을 것을 요구하지 않으며, 종교적이고, 종교를 위한 인간 사회의 길을 취했음을 보았다. 이와는 대조적으로 성경적으로 모이고 봉사하는 길은 영적이며, 살아있고 영적인 사람의 입맛에 적합하며, 사람으로 하여금 살아있고 영적일 것을 요구한다. ― 위트니스 리 <그리스도의 몸의 건축을 위하여 성경적으로 모이고 봉사하는 길> | ” |

떡을 떼는 것과 물에 잠김으로 침례받는 것과 같은 성경적인 실행들의 목표는 성도들이 그리스도의 몸의 살아있는 지체들로서 기능을 발휘하는 것을 돕는 것이다. 고린도전서 14장에서 계시된 신언은 "주로 예언하거나 미리 말함을 의미하지 않는다. 신언은 원칙적으로 하나님을 위하여 어떤 것을 말하고, 하나님을 다른 사람들에게 말해 내며, 그리스도를 다른 이들 안으로 분배하는 것을 의미한다." 그리스도의 몸을 건축하기 위하여 필요한 네 가지 핵심적인 실행은 낳고, 기르고, 온전케 하고, 건축하는 것이다. 낳는 것은 죄인들을 그리스도께로 이끌어 그들이 하나님의 자녀로 태어나게 하는 것이다(고전 4:15). 이러한 새롭게 믿은 이들은 그 다음에는 성경으로부터 오는 신성한 공급으로 길러져야만 한다(살전 2:7, 요 21:15). 새로운 믿는 이들이 자랄 때, 그들은 진리 안에서와 몸 안에서의 그들의 기능 발휘 안에서 온전케 되어야 한다. 최종적으로 모든 믿는 이들은 에베소서 4장 12절과 16절의 본을 따라서 몸을 건축하는 동일한 일 안으로 이끌려져야만 한다.

#### 믿는 이들의 교회 안에서의 하나를 위한 기초
그리스도의 몸인 교회는 두 방면, 즉 우주적인 방면과 지방적인 방면이 있다. 특정 지방 안에서의 그리스도의 몸의 합당한 표현은 그 지방("에베소에 있는 교회", "고린도에 있는 교회", 데살로니가에 있는 교회" 처럼) 안에 있는 교회로서 모이는 것을 실행하고, 하나의 복수 장로제도를 가지며(딛 1:5, 행 14:23), 인종과 문화와 사회 계급과 지엽적인 교리와 준수하는 것들의 차이와 무관하여 교회의 지체들로서 그리스도 안에 있는 모든 믿는 이들을 받는 믿는 이들과 함께 시작된다.
| “ | 교회는 이 땅 위에서 지방적인 범위들 안에서 표현되며, 거기에서 그 표현이 마땅히 하나여야 하는 교회의 하나의 표현이 있다. 우리가 단순화 되자. 기독교 안에 있는 혼동으로 인하여 복잡해지지 말자. 사람들에게 그들이 속한 교회가 어디냐고 묻는 것은 수치이다. 만일 어떤 이가 한 형제라면, 그것이 우리가 알 필요가 있는 모든 것이다. 나는 그 교회 소속이고, 여러분도 그 교회 소속이다. 우리 모두는 그 교회 소속이다. | ” |

### 새 예루살렘
새 예루살렘은 모든 예언들과 예표들과 표징들과 그림자들의 성취의 집합체로서 성경 전체 안의 완성된 신성한 계시의 결정이다. 새 예루살렘은 물질적인 성이 아니라 표징이고(계 1:1), 영적인 의미를 가진 상징이다. 새 예루살렘은 "삼일 하나님과 그분의 구속받고, 거듭나고, 변화된 사람들과의 완전한 연합이다." 신성(삼일 하나님)이 인성(모든 믿는 이들)과 연합된 복합체(composition)인 새 예루살렘은 어린양의 아내이며(계 21:9), 하나님의 장막이다(계 21:3). 성경에서 가장 마지막에 있고 가장 큰 표징인 새 예루살렘은 모든 하나님의 일의 목표요 결과이다.
| “ | 히브리서 11장 10절은 하나님께서 거룩한 성 새 예루살렘의 설계자요 만드신 분이심을 우리에게 말한다(히 12:22상, 계 21:2). 이것은 하나님이 새 예루살렘의 건축자이심을 가리킨다. 이러한 하나님의 건축의 일은 구약의 경륜 안에 있는 족장들로 시작된 구약의 성도들을 온전케 함으로 시작된다. 그것은 신약의 경륜 안에 있는 성숙한 믿는 이들을 산출함으로 더욱 강화된 상태로 계속된다. 사실상 성경 전체가 영원히 그분의 충만을 표현하기 위한 그분의 완전한 나타남(manifestation)인 새 예루살렘을 건축하는 하나님의 일의 충만한 기록이다…. ― 위트니스 리 <신약의 결론> (메시지 001-020, 영문판) | ” |

## 기독교에 대한 위트니스 리의 관점
위트니스 리는 자신이 가르친 대로 공통된 믿음(딛 1:4, 유 3절)에 근거하여 모든 믿는 이들을 받아야 할 필요성을 강조하면서도 하나의 조직체로서의 기독교에 대해서는 비판적이었다.
| “ | 이러한 하락한 종교 조직(기독교에 속한)은 천연적이고, 인간적이며, 전통적이고, 문화적이고 종교적인 길을 취한다. 인간적으로 말하면, 종교는 좋은 것이지만, 영적으로 말한다면, 종교는 하나님의 경륜을 반대하는 어떤 것이다. 하나님은 종교를 원치 않으시며, 그분은 그분의 경륜이 성취된 것을 참으로 보기 원하신다. 우리는 종교를 위해 여기 있지 않고 하나님의 경륜을 위해 있는데, 그 경륜은 그러한 그리스도의 몸인 교회를 산출하시도록 그분의 완전하신 그리스도를 번식하시는 것이다. ― 위트니스 리 <신약 경륜을 실행하기 위한 하나님이 정하신 길> | ” |

| “ | 교회는 우리를 구원하는 공통된 믿음, 에베소서 4장 5절이 말하는 한 믿음을 공유하는 모든 이들을 포함한다. 이 믿음은 구원받은 모든 사람들에 의해 공통적으로 신봉된다(벧후1:1). 이 믿음은 믿는 이들이 하나되게 하고 그들을 나뉘게 하지 않는다. 공통된 믿음을 넘어선 어떤 신조나 가르침의 체계는 믿는 이들을 분열시킨다. ― 위트니스 리 <성경 안에 있는 핵심 진리> | ” |

위트니스 리는 기독교 안에 있는 어떤 실행들, 즉 교파적인 이름들을 사용하는 것과 성직자 평신도 제도는 비성경적이라고 가르쳤다. 그럼에도 그는 종종 모든 그리스도인들 사이의 하나의 필요성을 강조했다.

## 간행물들
위트니스 리가 전했던 메시지의 상당 부분이 400여권이 넘게 출판되었고 14개의 다른 언어들로 번역되었다. 위트니스 리의 가장 큰 저술 작업은 <성경의 라이프 스타디>(The Life-study of the Bible)인데, 이것은 믿는 이들이 성령을 통하여 그리스도 안에 있는 하나님의 신성한 생명을 누리고 체험하는 조망으로부터 성경 각권에 대해 쓴 2만 5천 쪽이 넘는 주석이다. <위트니스 리와의 성경 라이프 스타디> (Life-study of the Bible with Witness Lee)라고 불리는 라디오 방송도 이후에 이러한 전해진 메시지로부터 나왔다. <라이프 스타디>에 이어서 위트니스 리는 성경 각권의 중요 요점들 혹은 "결정들"을 살펴보는 것에 초점을 맞춘 <결정 연구>(Crystallization-study)도 시작했다. 그러나 그는 이 작업을 완성하기 전에 죽었다.
위트니스 리는 또한 신약을 중국어로 새롭게 번역한 <회복역 성경>(the Recovery Version)의 편집장이기도 했다. 그는 이 중국어판 신약성경 회복역을 영어로 번역하는 것을 감독했다.
이에 더하여 위트니스 리는 그리스도인 찬송들을 쓰고, 수집하고, 번역했다. 1963년과 1964년에 그는 자신이 다른 저자들이 만든 찬송을 함께 편집한 약 200곡의 새 찬송들을 위해 가사들을 썼다. 이것들은 리빙 스트림 미니스트리에 의해 총 1080곡이 담긴 찬송가를 위해 주제별로 분류되었다.

## 비판
위트니스 리가 설립한 종교 단체는 어느 교파에도 속하지 않으므로 기독교에 할당하는 것이 중요합니다.
박사 Christian Research Institute의 설립자인 Walter Martin은 지역 교회를 역사적 기독교로 분류하거나, 반대로 한 종파로 분류하는 데 어려움을 설명했습니다.
“우선 위트니스 리가 이끄는 지방 교회가 이 책에서 묘사하는 다른 단체나 운동과 다르며, 기독교의 주요 교리에 얽힌 기독교인들이 대부분이라는 점에 주목해야 합니다.”
그러므로 이 그룹에 존재하는 비성경적인 가르침과 표현과 그 그룹에 속한 사람들, 즉 사악한 기독교인이라고 부를 수 있는 사람들 사이에는 분명한 구별이 있어야 합니다. 지방 교회는 단어의 고전적인 의미에서 분파라고 부를 수 없지만 신학과 실천의 일부 영역에서 이 운동은 제의적 특성을 분명히 보여줍니다

## 같이 보기
- 워치만 니
- 지방교회
- 주의 회복